# Vanessa Felippe
Vanessa Poyares Tuffy Felippe (Rio de Janeiro, 1º de outubro de 1972), é uma política brasileira.

## Biografia

### Vida pessoal
Nasceu em 1 de outubro de 1972 e é filha do vereador da cidade do Rio de Janeiro Jorge Felippe e da professora e aposentada Sílvia Maria Felippe. Foi casada com Rodrigo Bethlem, pai adotivo de seu filho e com o deputado estadual Jorge Felippe Neto, do antigo casamento entre Vanessa e Rodrigo, nasceu Vitoria Felippe Bethlem. Foi a deputada federal mais jovem da história do Brasil, eleita aos 21 anos de idade com 64.822 votos e a primeira mulher a ocupar a mesa diretora da Câmara Federal.

### Carreira
Foi a mais jovem deputada federal eleita no Brasil em 1994, pelo Rio de Janeiro, quando então era filiada ao PSDB, ao obter 64.822 votos. No decorrer do mandato, trocou o partido pelo PFL, tendo ficado na suplência apesar de ter obtido 28.881 votos naquele pleito.
Afastada do convívio de seu pai, por oito anos, para ficar ao lado de sua mãe, Silvia Maria Felippe, em 1998, Vanessa Felippe recuou de sua pré-candidatura à vereadora pela Cidade do Rio de Janeiro em 2000 para à pedido de seu então marido, o ainda subprefeito Rodrigo Bethlem, tendo apoiá-lo e coordenar a parte política, de publicidade e marketing de sua campanha quando na Zona Oeste, onde nasceu e se criou.
Em 2006, Vanessa decidiu afastar-se então da vida pública para dedicar-se a sua família, em especial a sua filha, Vitoria Felippe Bethlem, então com menos de dois anos. Por problemas de fidelidade conjugal por parte de Bethlem, Vanessa foi impedida por este de participar e coordenar sua campanha à deputado federal que teve por coordenadores o braço direito de Bethlem e desafeto de Vanessa Felippe, Luiz Medeiros, auxiliado por sua afilhada Marianna Lucas Bethlem, atual esposa de Rodrigo Bethlem.

### Controvérsias
Em 2014, foram veiculadas gravações feitas por Vanessa Felippe e que revelaram suposto esquema de propinas onde seu ex-marido, Rodrigo Bethlem, narrava esquema de corrupção supostamente por ele praticado quando Secretário Municipal de Assistência Social. Há anos deu entrada na justiça contra seu ex-marido pela prática de alienação parental de Vitoria, filha do casal, afastada, há mais de quatro anos e ainda hoje, do convívio de Vanessa, sua mãe, apesar da guarda compartilhada e domicílio na casa materna determinados pela justiça desde a separação do casal.

Na gravação feita por Vanessa e entregue por ela à Revista Época, Rodrigo Bethlem, seu ex-marido, confessava ter recebido dinheiro de ONG suspeita de desvios de verbas públicas e de ter conta na Suíça. Vanessa Felippe processa seu ex-marido, Rodrigo Bethlem, também por danos morais, materiais e emergentes, dentre outras coisas pelo uso indevido e difamatório de seu nome e de sua imagem e pela versão inverídica criada por Rodrigo Bethlem quanto a sua tentativa de suicídio em 2014, que levou a ex-deputada a viver a realidade de cadeirante por cerca de dois anos após sérias lesões e duas cirurgias de joelho e fêmur e pelo uso de um laudo psiquiátrico e declaração utilizados por Bethlem e dado ao mesmo sem o conhecimento e sem a autorização de Vanessa pelo então advogado do divórcio do casal e por uma psiquiatra. 